# Kathellen Sousa
Kathellen Sousa Feitoza, ismertebb nevén Kathellen (São Vicente, Brazília, 1996. április 26. –) brazil női válogatott labdarúgó, a spanyol Real Madrid védője.

## Pályafutása
Kathellen gyermekkorában rajongott a labdarúgásért, azonban szülőhelye környékén nem sikerült klubot találnia, így futsal versenyeken vett részt. Miután ösztöndíjat kapott az Egyesült Államokban a Monroe College csapatánál már nagy pályán is rúghatta a bőrt. Két szezont követően a Louisville Cardinals, majd 2017-ben az UCF Knights csapatainál is tapasztalatokat szerzett.
A 2017–2018-as szezon második felében szerződött a Bordeaux együtteséhez. Első találatát a Rodez ellen szerezte és a bajnokság hátralévő részében a védelem egyik biztos pontjává vált. 2018 májusában meghosszabbította szerződését és két szezonra szóló megállapodást írt alá a francia csapattal. Következő idényében 18 meccsen 2 gólt lőtt. Utolsó Bordeaux-ban töltött évében 1 találatot szerzett 9 mérkőzésen.
A kevés játéklehetőségnek is köszönhetően az Internazionale gárdájához igazolt.
2021-ben keresztszalag szakadást szenvedett és 8 hónapos pihenőre kényszerült. A milánói fekete-kékek azonban újabb egy évet hosszabbítottak kontraktusán és felépülését követően 17 meccsen lépett pályára és kiváló teljesítményével újfent elnyerte a Nerazzurrik bizalmát.
A Real Madrid 2022. augusztus 4-én jelentette be érkezését.

### A válogatottban
2018. július 26-án mutatkozott be a válogatottban egy Ausztrália elleni vereség alkalmával.
A 2019-es világbajnokságon Brazília mind a négy mérkőzésén pályára léphetett. Tagja volt a 2022-es Copa América győztes csapatnak.

## Sikerei

### A válogatottban
- Copa América győztes (1): 2022
- SheBelieves-kupa ezüstérmes (1): 2021[3]
- Jungcsuan Nemzetközi Torna ezüstérmes (1): 2019

## Statisztikái

### A válogatottban
2022. november 15-tel bezárólag
| Válogatott | Szezon   | Mérk. | Gól |
| ---------- | -------- | ----- | --- |
| Brazília   |          |       |     |
| 2018       | 3        | 0     |     |
| 2019       | 9        | 0     |     |
| 2020       | 1        | 0     |     |
| 2021       | 11       | 1     |     |
| Összesen   | Összesen | 24    | 1   |

| Brazília színeiben szerzett góljai | Brazília színeiben szerzett góljai | Brazília színeiben szerzett góljai | Brazília színeiben szerzett góljai | Brazília színeiben szerzett góljai | Brazília színeiben szerzett góljai | Brazília színeiben szerzett góljai | Brazília színeiben szerzett góljai |
| ---------------------------------- | ---------------------------------- | ---------------------------------- | ---------------------------------- | ---------------------------------- | ---------------------------------- | ---------------------------------- | ---------------------------------- |
|                                    |                                    |                                    |                                    |                                    |                                    |                                    |                                    |
| Gól                                | Dátum                              | Helyszín                           | Ellenfél                           | Találat                            | Eredmény                           | Esemény                            | Forrás                             |
| 1                                  | 2022. szeptember 5.                | Moses Mabhida Stadion, Durban      | Dél-afrikai Köztársaság            | 5–0                                | 6–0                                | Barátságos mérkőzés                | [ 4 ]                              |